# Meridiastra rapa
Meridiastra rapa är en sjöstjärneart som beskrevs av O' Loughlin 2002. Meridiastra rapa ingår i släktet Meridiastra och familjen Asterinidae. Inga underarter finns listade i Catalogue of Life.